# Violator
Violator je sedmé studiové album Depeche Mode. Bylo vydáno Mute Records 19. března 1990. Album obsahuje hity „Personal Jesus“, který byl vypuštěn 6 měsíců před vydáním alba Violator, a „Enjoy the Silence“, které dostaly skupinu na pomyslné hvězdné hudební nebe. Toto album je označováno fanoušky jako jedno ze tří nejlepších, které skupina kdy vytvořila.
Roku 2003 jej časopis Rolling Stone vyhlásil 342. nejlepším albem všech dob. Tentýž časopis jej také vyznamenal 57. místem v seznamu nejlepších alb devadesátých let.

## Seznam skladeb
Všechny skladby složil Martin Gore.
| Pořadí | Název                 | Délka |
| ------ | --------------------- | ----- |
| 1.     | World in My Eyes      | 4:26  |
| 2.     | Sweetest Perfection   | 4:43  |
| 3.     | Personal Jesus        | 4:56  |
| 4.     | Halo                  | 4:30  |
| 5.     | Waiting for the Night | 6:07  |
| 6.     | Enjoy the Silence     | 6:12  |
| 7.     | Policy of Truth       | 4:55  |
| 8.     | Blue Dress            | 5:41  |
| 9.     | Clean                 | 5:28  |

### Skryté skladby
„Crucified“ - krátká skladba na konci „Enjoy the Silence“. Za hudbou můžete během skladby slyšet zkreslený hlas Andrewa Fletchera křičící „CRUCIFIED“. Také známé jako „Interlude #2“
„Interlude #3“ - krátká instrumentální skladba na konci „Blue Dress“. Na rozdíl od „Mission Impossible“ (z Music for the Masses) a „Crucified“ nemá jiný název, než „Interlude #3“

## Singly
1. „Personal Jesus“ (29. srpna 1989)
2. „Enjoy the Silence“ (5. února 1990)
3. „Policy of Truth“ (7. května 1990)
4. „World in My Eyes“ (17. září 1990)